# WZT-3
Der WZT-3 (aus dem Polnischen Wóz Zabezpieczenia Technicznego; auf Deutsch Bergepanzer) ist ein polnischer Bergepanzer, der auf dem Chassis des T-72M basiert, welcher in der VR Polen in Lizenz gefertigt wurde. Er dient als fahrende Werkstatt und hat die Aufgabe, die liegen gebliebene Panzerfahrzeuge der Panzerverbände zu reparieren oder abzuschleppen.

## Entwicklungsgeschichte und Technik
Der WZT-3 wurde Ende der 1980er-Jahre entwickelt, um die bereits 1978 eingeführten und in Lizenz hergestellten Kampfpanzer T-72 der polnischen Armee zu unterstützen. Die bisherige Bergepanzerversion WZT-2, basierend auf dem Chassis des T-55, war nicht in der Lage, die schwereren T-72 abzuschleppen. Die ersten Prototypen des neuen Bergepanzers wurden von 1986 bis 1988 getestet, die Produktion begann bereits 1988 und wurde 1989 aufgrund logistischer und finanzieller Schwierigkeiten eingestellt. Insgesamt wurden nur 20 dieser Bergefahrzeuge gebaut.
Der WZT-3 basiert auf einem modifizierten T-72M-Panzerchassis. Er ist mit einem Kran, einer Winde und einem Räumschild ausgestattet. Das Schild dient primär als Abstützung bei Kranarbeiten und als Sporn bei Windenzug, in begrenztem Umfang sind Erdbewegungen möglich.
Die Hauptaufgabe dieses Fahrzeuges besteht darin, beschädigte Kettenfahrzeuge vom Schlachtfeld abzutransportieren.
Der Schwenkkran hat eine maximale Hakenlast von 15 Tonnen für den 5,8-m-Ausleger und 13,5 Tonnen für den 8-m-Ausleger. Der Kran ist im Vergleich zu modernen westlichen Bergepanzern weniger leistungsstark. Ein T-72-Turm oder das Antriebsaggregat eines Kampfpanzers kann jedoch problemlos angehoben werden. Das Bergefahrzeug verfügt zudem über eine mechanische Winde mit 31 Tonnen Zugkraft, welche mithilfe eines Flaschenzuges auf 62 Tonnen erhöht werden kann. Eine Spannvorrichtung gewährleistet beim Auf- und Abrollen des 200 m langen Seiles eine gleichmäßige Seilspannung. Der WZT-3 hat eine Anhängelast von etwa 50.000 kg.
Der Panzer ist mit ABC-Schutz- und automatischen Feuerlöschanlagen ausgestattet. Die Bewaffnung umfasst ein auf dem Dach montiertes 12,7-mm-NSW-Maschinengewehr zur Selbstverteidigung gegen Boden- und Luftziele. Eine Nebelmittelwurfanlage mit insgesamt zwölf Wurfbechern (acht auf der rechten und vier auf der linken Vorderseite) ermöglicht der Besatzung, sich im Gefecht den Blicken des Gegners zu entziehen.
Der WZT-3M ist eine modernisierte Variante aus den 2000er-Jahren, welcher auf dem Fahrgestell eines PT-91 basiert.

## Ausrüstung
- 1 Hauptseilwinde mit 280 kN Zugkraft
- 1 Hilfsseilwinde mit einer Zugkraft von 20 kN und einer Seillänge von 400 Metern
- 1 Teleskop-Hydraulikkran TD-50 mit einer maximalen Hubleistung von 15 Tonnen und verstellbarem Arm von 5,8 bis 8 Meter
- Elektro- und Acetylen-Schweiß- und Schneidegeräte
- Räumschild
- Diverse Werkzeuge, Luftkompressor